# 67ª edizione dei Directors Guild of America Award
La 67ª edizione dei Directors Guild of America Award si è tenuta il 7 febbraio 2015.

## Cinema

### Film
- Alejandro González Iñárritu – Birdman
- Wes Anderson – Grand Budapest Hotel (The Grand Budapest Hotel)
- Clint Eastwood – American Sniper
- Richard Linklater – Boyhood
- Morten Tyldum – The Imitation Game

### Documentari
- Laura Poitras – Citizenfour
- Dan Krauss – The Kill Team
- John Maloof e Charlie Siskel – Alla ricerca di Vivian Maier (Finding Vivian Maier)
- Jesse Moss – The Overnighters
- Orlando von Einsiedel – Virunga

## Televisione

### Serie drammatiche
- Lesli Linka Glatter – Homeland - Caccia alla spia (Homeland) per l'episodio Operazione Haqqani (From A to B and Back Again)
- Dan Attias  – Homeland - Caccia alla spia (Homeland) per l'episodio 13 ore a Islamabad (13 Hours in Islamabad)
- Jodie Foster – House of Cards - Gli intrighi del potere (House of Cards) per il Capitolo 22 (Chapter 22)
- Cary Fukunaga – True Detective per il Capitolo quattro: Cani sciolti (Who Goes There)
- Alex Graves – Il Trono di Spade (Game of Thrones) per l'episodio I Figli della Foresta (The Children)

### Serie commedia
- Jill Soloway – Transparent per l'episodio Gita autunnale (Best New Girl)
- Louis C.K. – Louie per l'episodio L'ascensore. 6ª parte (Elevator Part 6)
- Jodie Foster – Orange Is the New Black  per l'episodio L'uccellino assetato (Thirsty Bird)
- Mike Judge – Silicon Valley per l'episodio Minimum Viable Product
- Gail Mancuso – Modern Family per l'episodio Las Vegas

### Miniserie e film tv
- Lisa Cholodenko – Olive Kitteridge
- Rob Ashford e Glenn Weiss – Peter Pan Live!
- Uli Edel – Houdini
- Ryan Murphy – The Normal Heart
- Michael Wilson – The Trip to Bountiful

### Varietà, talk show, news, sport
- Dave Diomedi – The Tonight Show Starring Jimmy Fallon per la puntata del 17 febbraio 2014
- Paul G. Casey – Real Time with Bill Maher per la puntata del 12 settembre 2014
- Jim Hoskinson – The Colbert Report per la puntata del 18 dicembre 2014
- Don Roy King – Saturday Night Live per la puntata del 25 ottobre 2014 presentata da Jim Carrey
- Chuck O'Neil – The Daily Show with Jon Stewart per la puntata Open Carrying to the Midterms

### Varietà, talk show, news, sport – Speciali
- Glenn Weiss – 68ª edizione dei Tony Award
- Hamish Hamilton  – 86ª edizione dei Premi Oscar
- Louis J. Horvitz – 37ª edizione del premio Kennedy Center Honors
- Des McAnuff – Billy Crystal: 700 Sundays
- Rich Russo – Super Bowl XLVIII

### Reality/competition show
- Tony Sacco – The Chair per la puntata del 1º novembre 2014 The Test
- Bertram van Munster, Jack Cannon ed Elise Doganieri – The Quest per la puntata dell'11 settembre 2014 One True Hero
- Neil DeGroot – The Biggest Loser per la puntata del 18 dicembre 2014 Kauai Part 1
- Steve Hryniewicz – Top Chef per la puntata del 19 novembre 2014 The First Thanksgiving
- Adam Vetri – Steve Austin - Sfida implacabile (Steve Austin's Broken Skull Challenge) per la puntata del 17 agosto 2014 Welcome to the Gun Show

### Programmi per bambini
- Kenny Ortega – 100 cose da fare prima del liceo (100 Things to Do Before High School) per l'episodio pilota
- Paul Hoen – Come creare il ragazzo perfetto (How to Build a Better Boy)
- Vince Marcello – An American Girl: Isabelle Dances Into the Spotlight
- Joey Mazzarino – Sesamo apriti (Sesame Street) per la puntata del 18 settembre 2014 Numeric Con
- Amy Schatz – Saving My Tomorrow per la puntata del 15 dicembre 2014

## Pubblicità
- Nicolai Fuglsig – spot per Guinness (Sapeurs)
- Lauren Greenfield – spot per Always (Always #LikeAGirl)
- Brendan Malloy ed Emmett Malloy – spot per Nike (The Huddle)
- Daniel Mercadante e Katina Hubbard – spot per Dick's Sporting Goods (Sports Matter)
- Noam Murro – spot per Dodge (Ahead of Their Time)